# Вачіані
Вачіані (груз. ვაჩიანი) — село в Грузії.
За даними перепису населення 2014 року в селі проживає 1801 особа.